# Parafia Podwyższenia Krzyża Świętego w Piszczacu
Parafia Podwyższenia Krzyża Świętego w Piszczacu – parafia rzymskokatolicka w Piszczacu.
Parafia erygowana w 1566. Kościół murowany, wybudowany w 1907 roku jako cerkiew prawosławna. Mieści się przy ulicy Włodawskiej.
Terytorium parafii obejmuje: Chotyłów, Dąbrowica Mała, Dobrynka, Piszczac, Piszczac Drugi, Piszczac-Kolonia, Piszczac Pierwszy, Piszczac Trzeci, Popiel, Wólka Kościeniewicka, Wyczółki oraz Zalutyń.